# Есперија (Варезе)
Есперија (итал. Esperia) је насеље у Италији у округу Варезе, региону Ломбардија.
Према процени из 2011. у насељу је живело 140 становника. Насеље се налази на надморској висини од 239 м.